# Vineyard
Театр Vineyard (рус. Виноградник) — некоммерческий внебродвейский театр, располагающийся на 15-й улице в районе Манхэттена в Нью-Йорке неподалёку от Юнион-сквера. Первый спектакль состоялся в 1981 году.
Театр стал известен, благодаря постановкам мюзиклов «Avenue Q» и «Title of Show», а также пьесы «How I Learned to Drive» обладателя пулицировской премии Паулы Вогел. Девиз театра: «Посвящение себя новой работе и поддержке художников».
Театр Vineyard является обладателем премии «Drama Desk», а также специального приза «Lucille Lortel». В 2007 году на 25-ти летие, театр получил грант от Фонда Джонатана Ларсона. Театр Vineyard включает в себя союз театральных деятелей.